# Stadtarchiv Bad Neustadt an der Saale
Das Stadtarchiv Bad Neustadt an der Saale verwahrt die historischen Akten der Stadt Bad Neustadt an der Saale sowie Vermächtnisse lokaler Historiker, Nachlässe von Bürgern und eine Sammlung von Fotografien. Das Stadtarchiv befindet sich heute im historischen Gebäude des Bildhäuser Hofes im Stadtzentrum.

## Geschichte des Archivs

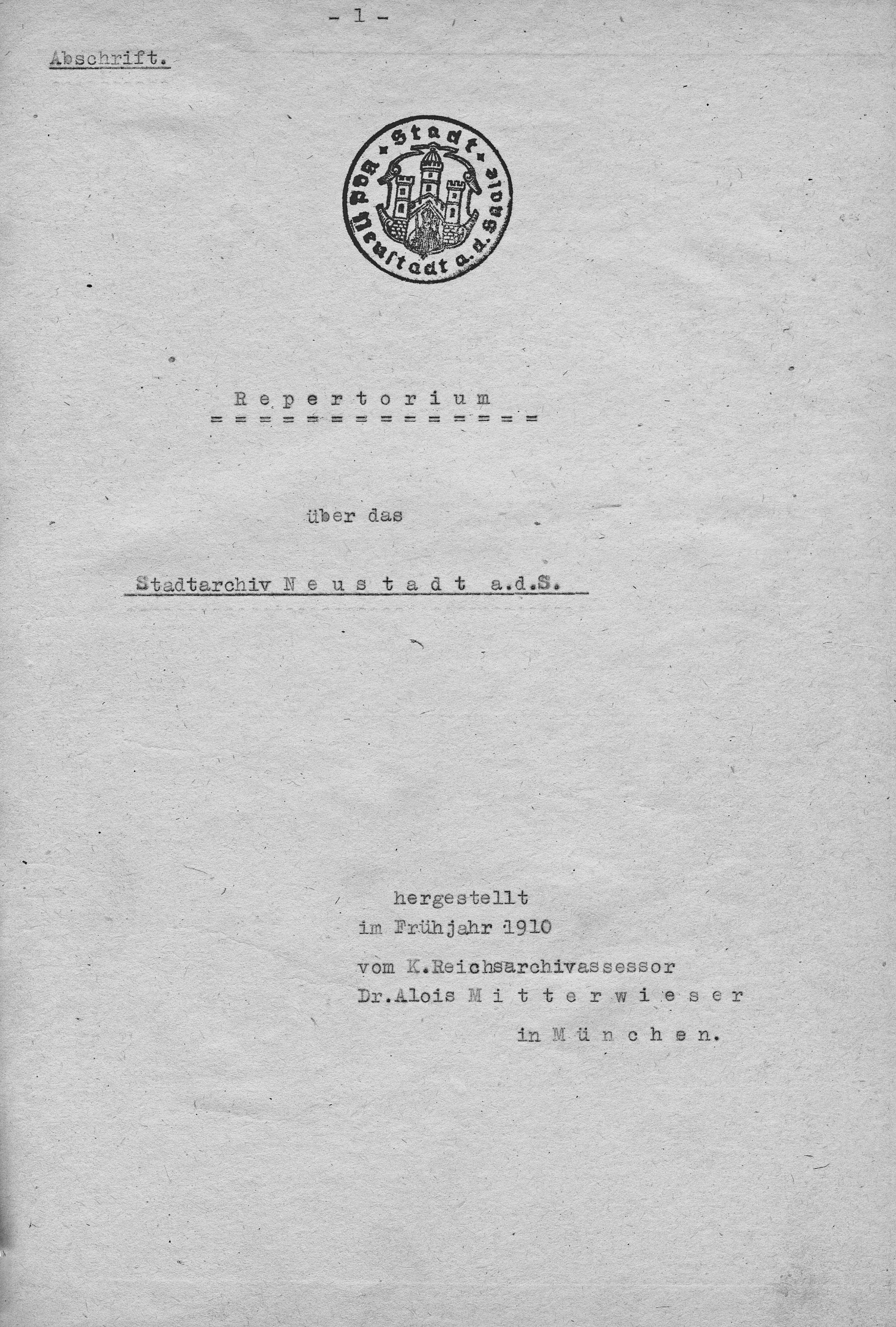
Titelseite des ersten Repertoriums des Stadtarchivs Bad Neustadt von Alois Mitterwieser aus dem Jahr 1910.

Der früheste Beleg für Archivtätigkeit in Bad Neustadt findet sich in einer Reformationsgeschichte aus dem Jahre 1873. Rund vierzig Jahre später findet sich ein Verzeichnis, das vom berühmten königlich bayerischen Archivrat Alois Mitterwieser angefertigt wurde, der im Jahre 1910 in der Stadt tätig gewesen sein muss und der ein Repertorium über den Bestand des Stadtarchivs anlegte. Dabei müssen ihm wohl örtliche Angestellte der Verwaltung aktiv unterstützt haben. Weitere Indizien im Stadtarchiv lassen noch eine frühere Archivtätigkeit vermuten. Eine bedeutende Ortschronik hinterließ Ludwig Benkert im Jahr 1985. Zuvor hatte auch schon Alfons Maria Borst eine kleinere stadtgeschichtliche Schrift veröffentlicht. 2012 erschien als gemeinschaftliches Veröffentlichungsprojekt zwischen Archiv und der örtlichen Rhön- und Saalepost 2012 die lokale 150-jährige Zeitungsgeschichte.
Im Jahr 2014 entstand als Gemeinschaftsprojekt zwischen einer Arbeitsgruppe um Prof. Moshe Caine von der Universität Jerusalem und dem Archiv die Homepage „Judaica Bad Neustadt“. Die beteiligte Schülergruppe erhielt im selben Jahr für ihr Engagement den Snopkowski Preis. Am 17. Juni 2024 fand in Zusammenarbeit mit dem Rathgen-Forschungslabor das „Stecci-Seminar“ zur Erforschung der regionalen jüdischen Friedhöfe statt.

## Leitung
- 1949–1972 Alfons Maria Borst
- 1973–2012 Ludwig Benkert
- 2012–2025 Thomas Künzl

## Bestände

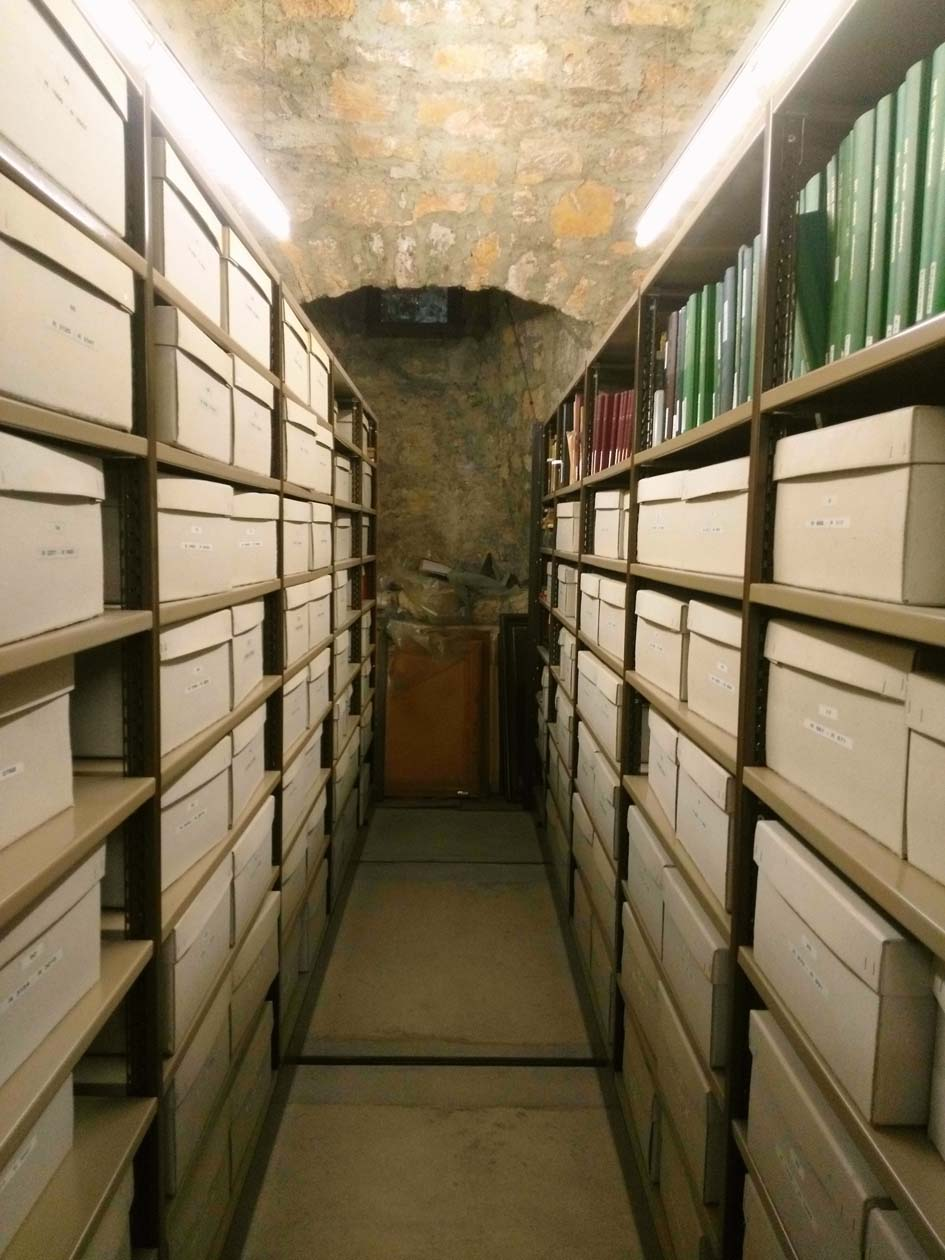
Regale im Magazin des Stadtarchives

Im Stadtarchiv findet man das kommunale Archivgut der Stadt. Darunter befindet sich eine Sammlung über 200 historischer Urkunden aus der Stadtgeschichte. Die älteste Urkunde stammt aus dem 13. Jahrhundert. Ein besonderes frühneuzeitliches Dokument des Archives ist das Buch der Heiligenmeisters der Stadt aus dem Jahre 1564. Ein herausragendes Dokument ist die Chronik aus dem Dreißigjährigen Krieg des Neustädter Ratsherren Valentin Herr.

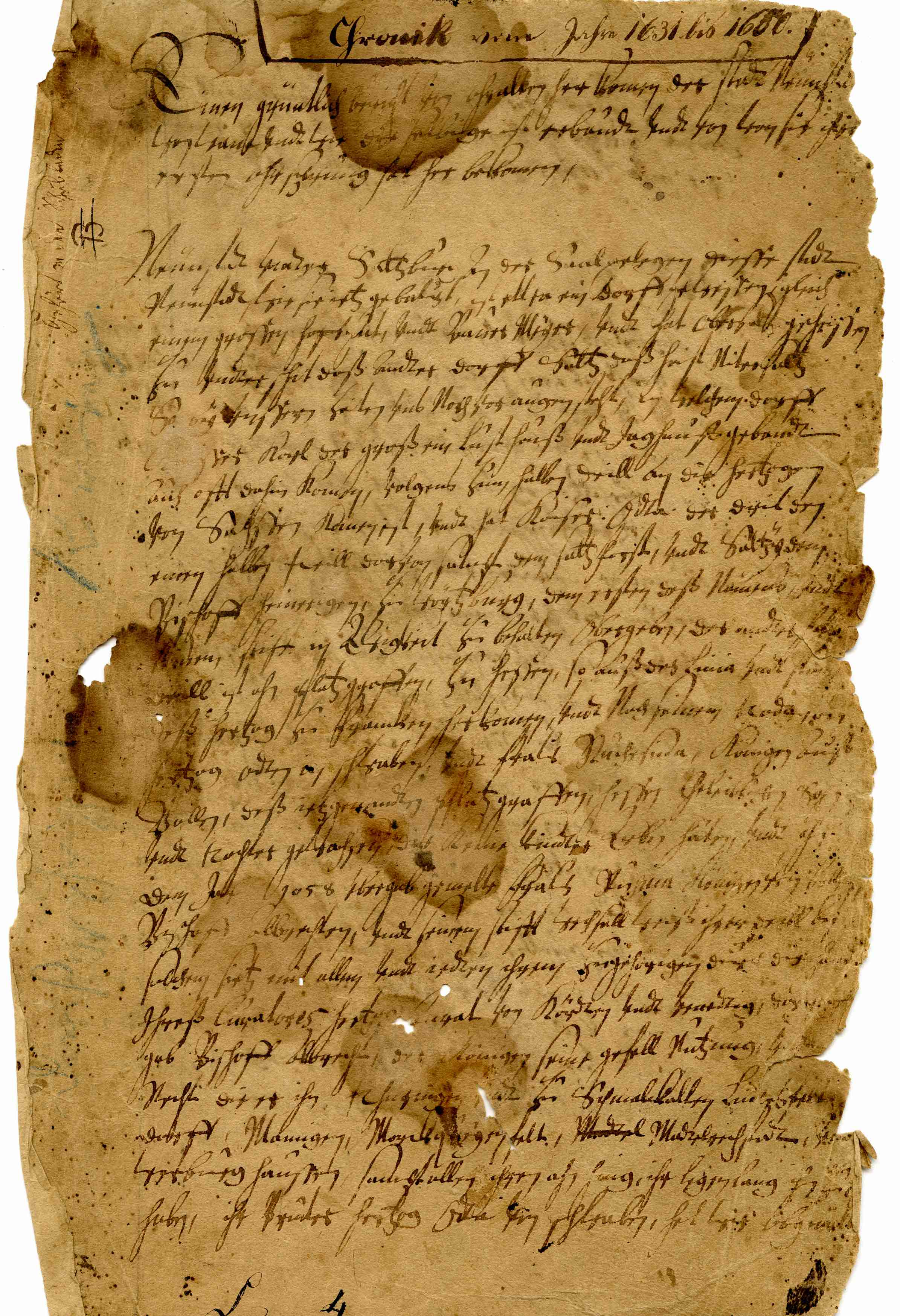
Die Chronik aus dem Dreißigjährigen Krieg des Ratsherren Valentin Herr aus dem Jahre 1651

Des Weiteren bedeutsam ist „Johann Kraus, Johann Georg Knell, Beschreibung der Mühlen im Neustädter Amt, Neustadt an der Saale 1798“. Daneben gibt es die Sammlung des früheren Bürgermeisters Paul Goebels, des Lehrers Alfons Maria Borst und Paul Ehrlich. Seit der Reform des Personenstandsrechts 2007/2009 verwaltet das Stadtarchiv auch die Unterlagen des Standesamtes. Es gibt weiterhin eine Sammlung von Büchern zu Bad Neustadt und eine kleine Forschungsbibliothek. Erhalten geblieben ist der fast vollständige Bestand an Amtsblättern, beginnend im 19. Jahrhundert.
Die Fotosammlung beinhaltet auch ca. 500 Fotografien auf Gelatine-Glasplatten, darunter um die 250 Abbildungen aus dem Stadtgebiet und des Landkreises Rhön-Grabfeld. Die restlichen Bilder zeigen internationale Motive, die möglicherweise an Schulen zu Unterrichtszwecken gezeigt wurden.

## Literatur

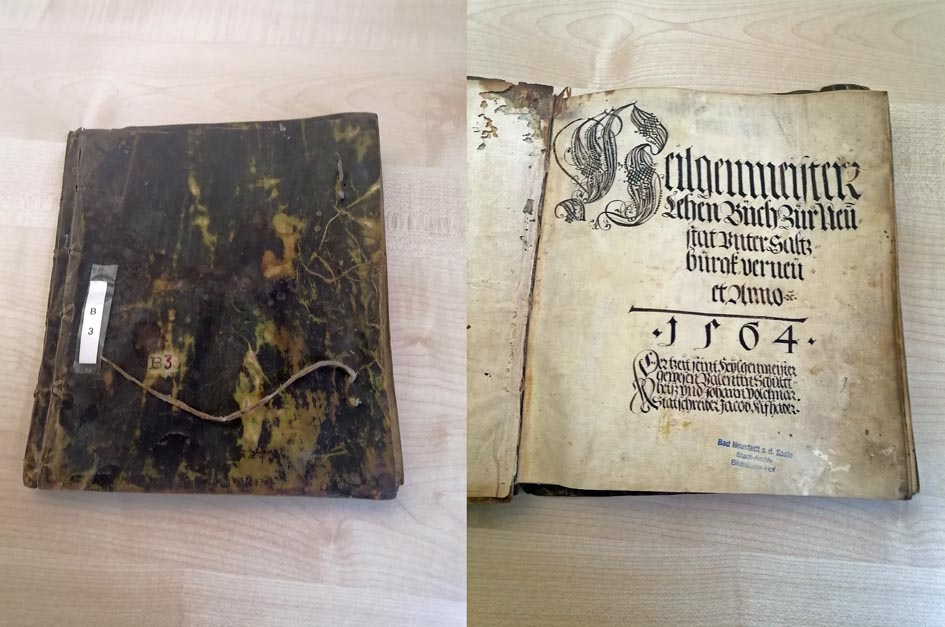
Buch des Heiigenmeisters von Bad Neustadt von 1564